# Lijst van apostolische nuntii voor Polen

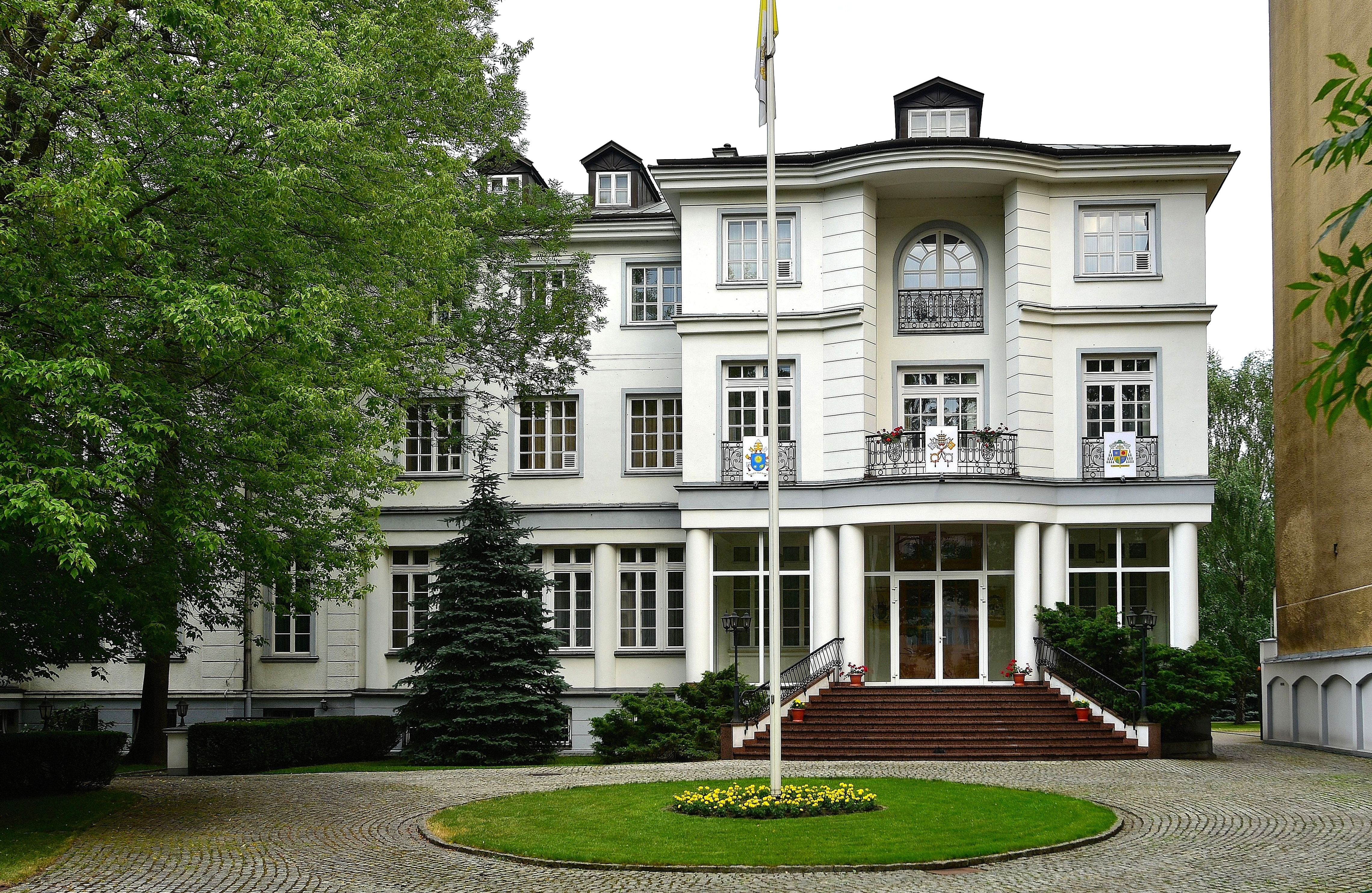
Apostolische nuntiatuur in Warschau

Hieronder volgt een lijst van apostolische nuntii voor Polen sinds 1581.
- 1581-1585 Alberto Bolognetti
- 1598-1606 Claudio Rangoni
- 1621-1622 Cosimo de Torres
- 1627-1631 Antonio Santacroce (vervolgens aartsbisschop van Chieti)
- 1652-1660 Pietro Vidoni (Sr.)
- 1660-1668 Antonio Pignatelli del Rastrello (vervolgens nuntius voor Oostenrijk)
- 1668-1670 Galeazzo Marescotti (vervolgens nuntius voor Spanje)
- 1671-1675 Angelo Maria Ranuzzi
- 1672-1675 Francesco Buonvisi (vervolgens nuntius voor Oostenrijk)
- 1680-1689 Opizio Pallavicini (vervolgens aartsbisschop van Spoleto)
- 1696-1698 Gianantonio Davia (vervolgens aartsbisschop van Rimini)
- 1700-1703 Francesco Pignatelli (Sr.), C.R.
- 1706-1709 Giulio Piazza (vervolgens nuntius voor Oostenrijk)
- 1712-1712 Benedetto Caietano Giuseppe Odescalchi-Erba (vervolgens aartsbisschop van Milaan)
- 1720-1721 Gerolamo Archinto
- 1728-1738 Camillo Paolucci (Merlini) (vervolgens nuntius voor Oostenrijk)
- 1760-1766 Antonio Eugenio Visconti (vervolgens nuntius voor Oostenrijk)
- 1767-1772 Angelo Maria Durini
- 1772-1776 Giuseppe Garampi (vervolgens nuntius voor Oostenrijk)
- 1775-1785 Giovanni Andrea Archetti (vervolgens kardinaal-priester van Sant’Eusebio)
- 1784-1794 Ferdinando Maria Saluzzo (vervolgens aartsbisschop aan de Romeinse Curie)
- 1794-1797 Lorenzo Litta (vervolgens nuntius voor het keizerrijk Rusland)
- 1919-1921 Achille Ratti (vervolgens kardinaal-priester van Santi Silvestro e Martino ai Monti, uit 1922 paus Pius XI)
- 1921-1926 Lorenzo Lauri (vervolgens kardinaal-priester, camerlengo 1936-1937)
- 1921-1926 Filippo Cortesi (vervolgens nuntius voor Argentinië)
- 1928-1936 Francesco Marmaggi (vervolgens prefect van de Congregatie voor de Clerus)
- 1936-1947 Filippo Cortesi
- 1975-1986 Luigi Poggi (vervolgens nuntius voor Italië)
- 1986-1990 Francesco Colasuonno (vervolgens nuntius voor de Russische federatie)
- 1989-2010 Józef Kowalczyk (vervolgens aartsbisschop van Gniezno)
- 2010-2016 Celestino Migliore (vervolgens nuntius voor de Russische federatie, uit 2020 voor Frankrijk)
- 2016-2023 Salvatore Pennacchio
- 2023-heden Antonio Filipazzi